# Sylwia Czwojdzinska
Sylwia Magdalena Gawlikowska-Czwojdzińska, née le 25 février 1983 est une pentathlonienne polonaise.

## Palmarès
| Discipline/Année                         | 2004 | 2005 | 2006 | 2007 | 2008 | 2009 | 2010 | 2011 | 2012 |
| ---------------------------------------- | ---- | ---- | ---- | ---- | ---- | ---- | ---- | ---- | ---- |
| Jeux olympiques Individuel               | 6e   | -    | -    | -    | 17e  | -    | -    | -    | 13e  |
| Championnats du monde seniors Individuel | -    | -    | -    | -    | -    | -    | -    | -    | -    |
| Championnats du monde seniors Équipe     | -    | 3e   | 1re  | -    | 1re  | -    | -    | -    | -    |
| Championnats du monde seniors Relais     | -    | -    | -    | 2e   | 3e   | 3e   | 1re  | -    | -    |
| Coupe du monde seniors Individuel        | -    | -    | -    | -    | -    | -    | -    | -    | -    |
| Championnats d'Europe seniors Individuel | -    | -    | -    | -    | -    | -    | -    | -    | -    |
| Championnats d'Europe seniors Équipe     | -    | 2e   | -    | -    | -    | -    | -    | -    | -    |
| Championnats d'Europe seniors Relais     | -    | -    | 1re  | -    | -    | 3e   | 3e   | -    | 2e   |

Ce palmarès n'est pas complet